# Xiwei, Youxi
Xiwei  är en socken i sydöstra Kina. Den ligger i Youxi härad i staden Sanming i provinsen Fujian, omkring 94 kilometer väster om provinshuvudstaden Fuzhou. Antalet invånare är 9 523. Befolkningen består av 4 476 kvinnor och 5 047 män. Barn under 15 år utgör 14,0 %, vuxna 15-64 år 72 %, och äldre över 65 år 12,0 %.